# Монтанья-Палентина
Монта́нья-Паленти́на (исп. Montaña Palentina) — район (комарка) в Испании, входит в провинцию Паленсия в составе автономного сообщества Кастилия и Леон.

## Муниципалитеты
1. Агилар-де-Кампоо
2. Барруэло-де-Сантульян
3. Берсосилья
4. Браньосера
5. Кастрехон-де-ла-Пенья
6. Сервера-де-Писуэрга
7. Деэса-де-Монтехо
8. Гвардо
9. Ла-Перниа
10. Мантинос
11. Муда
12. Полентинос
13. Помар-де-Вальдивиа
14. Респенда-де-ла-Пенья
15. Салинас-де-Писуэрга
16. Сан-Себриан-де-Муда
17. Сантибаньес-де-ла-Пенья
18. Триольо
19. Велилья-дель-Рио-Каррион
20. Вильяльба-де-Гвардо